# L'Hermitière
L'Hermitière is een plaats en voormalige gemeente in het Franse departement Orne in de regio Normandië en telt 276 inwoners (1999). De plaats maakt deel uit van het arrondissement Mortagne-au-Perche.

## Geschiedenis
L'Hermitière is op 1 januari 2016 gefuseerd met de gemeenten Gémages, Mâle, La Rouge, Saint-Agnan-sur-Erre en Le Theil tot de gemeente Val-au-Perche. 

## Geografie
De oppervlakte van L'Hermitière bedraagt 8,4 km², de bevolkingsdichtheid is 32,9 inwoners per km².
De onderstaande kaart toont de ligging van L'Hermitière met de belangrijkste infrastructuur en aangrenzende gemeenten.

## Demografie
Onderstaande figuur toont het verloop van het inwonertal (bron: INSEE-tellingen).
Gémages · L'Hermitière · Mâle · La Rouge · Saint-Agnan-sur-Erre · Le Theil